# Arturo Bandini
Arturo Bandini är den amerikanske författaren John Fantes litterära alter ego.

## Romaner med Arturo Bandini i huvudrollen
- 1938 – Vänta till våren, Bandini (Wait Until Spring, Bandini)
- 1939 – Ristat i damm (Ask the Dust)
- 1982 – Drömmar från Bunker Hill (Dreams from Bunker Hill)
- 1985 – The Road to Los Angeles (skriven 1933–1936)